# Maamba
Maamba – miasto w południowej Zambii, w Prowincji Południowej. Według danych szacunkowych na rok 2010 liczyło 14 322 mieszkańców.